# Aigle-Alliance
 (mars 2025).
Aigle-Alliance (FSG) est une société de gymnastique basée en Suisse, dans la ville d'Aigle (Vaud).

## La Société

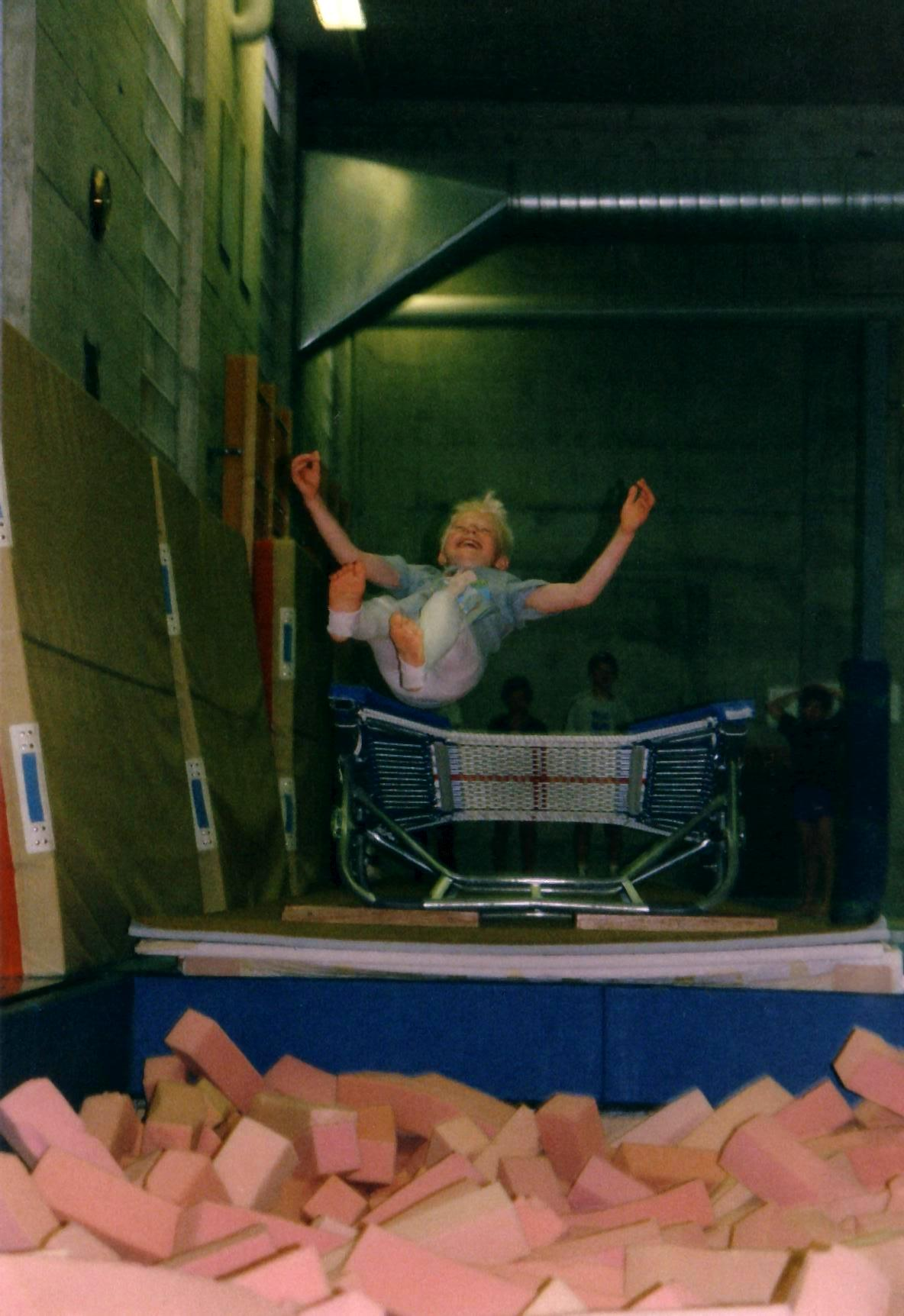
Fosse à mousse de la salle d'entraînement à Aigle lors d'un exercice au mini-trampoline en juillet 2000.

Cette société fondée en 1911 compte quelque 450 membres dont une quarantaine de moniteurs et aide-moniteurs. Elle enseigne l'art de la gymnastique aux plus jeunes comme aux aînés dans un esprit de saine compétition ou de simple émulation, mais avant tout de franche camaraderie et belle amitié.
Si certains y recherchent simplement une activité de détente et de loisir, d'autres aiment se confronter à leur limite et participent activement à des concours.
Aigle-Alliance propose des cours variés en gymnastique, gymnastique aux agrès, gymnastique de loisir et d'entretien, volleyball, gymnastique artistique masculine et féminine, gymnastique sous forme de jeux pour les petits avec ou sans leurs parents, ainsi qu'une école de base qui évalue et renforce les aptitudes des débutants. Filles et garçons, dames et messieurs, chacun peut y trouver chaussure à son pied ! Grâce à des moniteurs compétents et motivés et un comité central dynamique, la société Aigle-Alliance encourage activement l'activité sportive de ses concitoyens et enrichit leur vie sociale.
Des comités actifs ont à cœur de réunir leurs gymnastes pour des activités à but récréatif ou financier tel le loto annuel, la soirée annuelle, le rallye et autres agréments. Elle encourage et soutient ses moniteurs dans leur formation et leur propose son propre cours de formation interne. La société édite tous les trois mois un journal « le MagAAgym » qui tire à 800 exemplaires et est gracieusement distribué à ses membres.
Grâce à ces compétences, Aigle-Alliance a participé et obtenu de bons résultats lors de divers concours cantonaux, régionaux et nationaux. un groupe agrès a, entre autres, été champion suisse de concours de société jeunesse en décembre 2000 à Bulle (Fribourg) et a reçu le prix du Mérite Aiglon l'année suivante. Plus récemment, en décembre 2013 le groupe agrès-mixte (jeunes de 11 à 16 ans) a décroché le titre de champion suisse au sol
Quelques membres sont actifs au sein de l'Association Cantonale Vaudoise de Gymnastique, de la Fédération suisse de gymnastique et une membre est juge internationale.

## Palmarès international

### Trampoline
Ci-dessous, les médailles gagnées au niveau international par des gymnastes de la FSG Aigle-Alliance en trampoline.
| Année | Compétition    | Lieu             | Résultat | Gymnaste                                            | Catégorie           |
| ----- | -------------- | ---------------- | -------- | --------------------------------------------------- | ------------------- |
| 2023  | WAGC           | Birmingham (GBR) | 2e 2e    | Axel Roux (avec Mika Keller, TV Grenchen) Léo Mesce | 11-12 ans 13-14 ans |
| 2013  | Coupe du monde | Valladolid (ESP) | 3es      | Simon Progin (avec Nicolas Schori, FSG Ecublens)    | Hommes Synchrone    |

## Palmarès européen

### Trampoline
Ci-dessous, les médailles gagnées au niveau européen par des gymnastes de la FSG Aigle-Alliance en trampoline.
| Année | Compétition                  | Lieu            | Résultat               | Gymnaste                                            | Catégorie        |
| ----- | ---------------------------- | --------------- | ---------------------- | --------------------------------------------------- | ---------------- |
| 2024  | Championnat d'Europe juniors | Guimaraes (POR) | Vice-champion d'Europe | Léo Mesce                                           | Juniors          |
| 2021  | Championnat d'Europe         | Sotchi (RUS)    | Vice-champion d'Europe | Gonçalo Alves (avec l'équipe du Portugal)           | Team Boys        |
| 2014  | Championnat d'Europe         | Guimaraes (POR) | 3es                    | Simon Progin (avec Nicolas Schori, FSG Ecublens)    | Hommes Synchrone |
| 2010  | Championnat d'Europe juniors | Varna (BUL)     | 2es                    | Mélanie Peterhans (avec Simone Scherer, TV Liestal) | Dames Synchrone  |

## Palmarès national

### Agrès individuels
Ci-dessous, les distinctions et médailles gagnées au niveau national par des gymnastes de la FSG Aigle-Alliance en agrès individuels,.
| Année | Compétition        | Lieu           | Résultat                            | Gymnaste                      | Catégorie            |
| ----- | ------------------ | -------------- | ----------------------------------- | ----------------------------- | -------------------- |
| 2023  | Championnat suisse | Thoune (BE)    | Championne suisse 18e (distinction) | Larissa Claret Larissa Claret | Sol Concours général |
| 2022  | Championnat suisse | Kirchberg (BE) | 4e (finaliste)                      | Noah Richard                  | Saut                 |

### Agrès de société
Ci-dessous, les distinctions et médailles gagnées au niveau national par des groupements de gymnastique aux agrès de société de la FSG Aigle-Alliance,.
| Année | Compétition                    | Lieu                   | Résultat                                                   | Discipline                                                                                             |
| ----- | ------------------------------ | ---------------------- | ---------------------------------------------------------- | --- |
| 2024  | Championnat suisse jeunesse    | Oberrüti (AG)          | 8es (distinction)                                          | Sol |
| 2024  | Championnat suisse actifs      | Zuchwil (SO)           | 12es (distinction)                                         | Combinaison d'engins                                                                                   |
| 2023  | Championnat suisse jeunesse    | Brugg (AG)             | Vice-champions suisses                                     | Sol |
| 2023  | Championnat suisse actifs      | Oberriet (SG)          | 10es (distinction)                                         | Sol |
| 2022  | Championnat suisse actifs      | Zoug (ZG)              | 8es (distinction)                                          | Combinaison d'engins                                                                                   |
| 2021  | Championnat suisse jeunesse    | Schaffhouse (SH)       | 3es                                                        | Sol |
| 2019  | Championnat suisse jeunesse    | Bellinzone (TI)        | Vice-champions suisses 4es (distinction) 5es (distinction) | Sol Saut Combinaison d'engins                                                                          |
| 2018  | Championnat suisse jeunesse    | Kreuzlingen (TG)       | Vice-champions suisses                                     | Sol |
| 2018  | Championnat suisse actifs      | Burgdorf (BE)          | 5es (distinction) 8es (distinction)                        | Combinaison d'engins Sol                                                                               |
| 2017  | Championnat suisse jeunesse    | Willisau (LU)          | Champions suisses                                          | Sol |
| 2017  | Championnat suisse actifs      | Schaffhouse (SH)       | Vice-champions suisses 8es (distinction)                   | Combinaison d'engins Sol                                                                               |
| 2016  | Championnat suisse jeunesse    | Andelfingen (ZH)       | Champions suisses 3es                                      | Sol Saut                                                                                               |
| 2016  | Championnat suisse actifs      | Widnau (SG)            | Vice-champions suisses 7es (distinction)                   | Combinaison d'engins Sol                                                                               |
| 2015  | Championnat suisse jeunesse    | Obersiggenthal (AG)    | Champions suisses Vice-champions suisses                   | Sol Saut                                                                                               |
| 2015  | Championnat suisse actifs      | Yverdon-les-Bains (VD) | 8es (distinction) 9es (distinction)                        | Sol Combinaison d'engins                                                                               |
| 2014  | Championnat suisse jeunesse    | Vevey (VD)             | Vice-champions suisses 5es (distinction)                   | Saut Sol                                                                                               |
| 2014  | Championnat suisse actifs      | Lyss (BE)              | 7es (distinction) 8es (distinction)                        | Combinaison d'engins Sol                                                                               |
| 2013  | Championnat suisse jeunesse    | Heerbrugg (SG)         | Champions suisses Vice-champions suisses                   | Sol Saut                                                                                               |
| 2013  | Fête fédérale de gymnastique   | Bienne (BE)            | 2es                                                        | Concours jeunesse - 1 partie (sol)                                                                     |
| 2012  | Championnat suisse jeunesse    | Vaduz (LIE)            | Vice-champions suisses 3es                                 | Sol Saut                                                                                               |
| 2011  | Championnat suisse jeunesse    | Kreuzlingen (TG)       | 3es                                                        | Sol |
| 2009  | Championnat suisse jeunesse    | Obersiggenthal (AG)    | 3es                                                        | Sol |
| 2008  | Championnat suisse jeunesse    | Glaris (GL)            | 3es                                                        | Saut                                                                                                   |
| 2007  | Championnat suisse jeunesse    | Chiasso/Mendrisio (TI) | 4es (distinction)                                          | Sol |
| 2007  | Fête fédérale de gymnastique   | Frauenfeld (TG)        | 4es (distinction) 7es (distinction) 8es (distinction)      | Concours jeunesse - 1 partie (saut) Concours actifs - 1 partie (saut) Concours actifs - 1 partie (sol) |
| 2000  | Coupe suisse jeunesse          | Bulle (FR)             | Champions suisses                                          | Barres parallèles                                                                                      |
| 1994  | Championnat suisse de société  | Willisau (LU)          | 4es                                                        | Cheval d'arçons                                                                                        |
| 1989  | Championnat suisse de société  | Muttenz (BL)           | 5es                                                        | Saut                                                                                                   |
| 1988  | Championnat suisse de société  | Mels (SG)              | 4es 7es                                                    | Sol Saut                                                                                               |
| 1986  | Championnat suisse de société  | Uster (ZH)             | 9es                                                        | Sol |
| 1985  | Championnat suisse de sections | Rüti (ZH)              | 4es 5es                                                    | Gymnastique petite surface Sol                                                                         |
| 1984  | Championnat suisse de sections | Genève (GE)            | 4es 8es                                                    | Gymnastique petite surface Sol                                                                         |
| 1983  | Championnat suisse de sections | Emmenbrücke (LU)       | 6es                                                        | Gymnastique petite surface                                                                             |
| 1976  | Championnat suisse de sections | Lucerne (LU)           | 4es 5es                                                    | Barres parallèles Saut de cheval                                                                       |

### Gymnastique artistique
Ci-dessous, les médailles gagnées au niveau national par des gymnastes de la FSG Aigle-Alliance en gymnastique artistique,.
| Année | Compétition        | Lieu           | Résultat                                             | Gymnaste                        | Discipline                                   |
| ----- | ------------------ | -------------- | ---------------------------------------------------- | ------------------------------- | -------------------------------------------- |
| 1993  | Championnat suisse | Genève (GE)    | Champion suisse                                      | Fabrice Cottier                 | Cheval d'arçons                              |
| 1991  | Championnat suisse | Rorschach (SG) | Champion suisse                                      | Fabrice Cottier                 | Concours général - P5                        |
| 1975  | Championnat suisse | ?              | Champion suisse Champion suisse Vice-champion suisse | Bernhard Locher Bernhard Locher | Cheval d'arçons Barre fixe Barres parallèles |
| 1974  | Championnat suisse | ?              | Champion suisse                                      | Bernhard Locher                 | Cheval d'arçons                              |

### Trampoline
Ci-dessous, les médailles gagnées au niveau national par des gymnastes de la FSG Aigle-Alliance en trampoline.
| Année | Compétition                  | Lieu             | Résultat                                                                                  | Gymnaste | Catégorie |
| ----- | ---------------------------- | ---------------- | ----------------------------------------------------------------------------------------- | --- | --- |
| 2025  | Fête fédérale de gymnastique | Lausanne (VD)    | Vainqueur de la Fête Vainqueur de la Fête 2e 2e 2e                                        | Simon Progin Keiji Aschwanden Gonçalo Alves Roxane Anderegg Diane Deschenaux (avec Ana-Maria Bianca, Actigym Ecublens)                                                        | Senior Men U13 Senior Men U13 Synchrone U16                                                                             |
| 2024  | Championnat suisse           | Vouvry (VS)      | Champions suisses Champions suisses Champion suisse 2e 2e 2e 3e                           | Gonçalo Alves et Simon Progin Roxane Anderegg (avec Sara Fesselet, TC Haut-Léman) Gonçalo Alves Keiji Aschwanden Sébastien Lachavanne Diane Deschenaux Axel Roux Simon Progin | Synchrone Men Synchrone U13 Senior Elite Men U11 Boys Senior Elite Men U15 Girls U13 Boys Senior Elite Men              |
| 2023  | Championnat suisse           | Winterthour (ZH) | Champions suisses Champions suisses Champion suisse                                       | Gonçalo Alves et Simon Progin G. Alves / L. Mesce / S. Progin / A. Roux Simon Progin Léo Mesce Keiji Aschwanden                                                               | Synchrone Men Team Senior Elite Men Junior Elite Men U11 Boys                                                           |
| 2022  | Championnat suisse           | Arlesheim (BL)   | Champion suisse Champion suisse 2e 3e                                                     | Simon Progin Léo Mesce Axel Roux Lehna Samuel | OPEN Men U15 Elite Boys U11 Boys U11 Girls                                                                              |
| 2021  | Championnat suisse           | Arlesheim (BL)   | Champion suisse Champion suisse Championne suisse 2e                                      | Léo Mesce Axel Roux Samuel Sierra Manon Roux Simon Progin | U13 Elite Boys U11 Boys U13 National Boys U13 National Girls OPEN Men                                                   |
| 2019  | Fête fédérale de gymnastique | Aarau (AG)       | Vainqueur de la Fête Vainqueur de la Fête 2e                                              | Gonçalo Alves Gonçalo Alves (avec Jayan Gafner, Chêne Gym GE) Léo Mesce Manon Roux                                                                                            | Junior Boys Synchrone OPEN U11                                                                                          |
| 2019  | Championnat suisse           | Aigle (VD)       | Champion suisse Champion suisse Championne suisse Champion suisse Vice-champion suisse 3e | Simon Progin Léo Mesce Manon Roux Gonçalo Alves (avec Jayan Gafner, Chên Gym GE) Gonçalo Alves Simon Progin                                                                   | OPEN Men U11 Boys U11 Girls Synchrone OPEN Men Junior Boys Synchrone OPEN Men                                           |
| 2018  | Championnat suisse           | Volketswil (ZH)  | Champion suisse Champion suisse Vice-champion suisse Vice-championne suisse 3e            | Simon Progin (avec Sébastien Lachavanne, Chêne Gym GE) Gonçalo Alves (avec Jayan Gafner, Chêne Gym GE) Léo Mesce Manon Roux Simon Progin                                      | Synchrone OPEN Men Synchrone U15 U11 Elite U11 National OPEN Men                                                        |
| 2017  | Championnat suisse           | Lausen (BL)      | Champion suisse Champion suisse Vice-champions suisses Vice-championne suisse 3e 3e       | Simon Progin Liran Gil (avec Sébastien Lachavanne, Chêne Gym GE) Léo Mesce Nolwenn Borloz / Liran Gil / Simon Progin Laura Schaller Liran Gil Christopher Closuit             | Individuel Homme Synchrone OPEN U11 National Team Elite U15 National Girls Individuel Homme National A Homme            |
| 2016  | Championnat suisse           | Vouvry (VS)      | Champion suisse Champions suisses Vice-champion suisse 3e                                 | Liran Gil Romain Holenweg / Simon Progin Nathan Borloz (avec Sally Dietzel, FSG Ecublens) L. Gil / R. Holenweg / S. Progin / J. Raymond Romain Holenweg Simon Progin          | Junior Boys Hommes Synchrone A Synchrone B Equipes OPEN (concours par équipe) Equipes OPEN (champ. CH) Individuel Homme |
| 2015  | Championnat suisse           | Villeneuve (VD)  | Champion suisse Vice-championne suisse 3e 3es                                             | Romain Holenweg Léa Grau Nolwenn Borloz Jimmy Raymond (avec Nicolas Schori, FSG Ecublens)                                                                                     | Individuel Homme U11 National Hommes Synchrone A                                                                        |
| 2014  | Championnat suisse           | Vouvry (VS)      | Champions suisses Champion suisse Vice-champion suisse Vice-champions suisses             | R. Holenweg / S. Progin / J. Raymond Romain Holenweg Jimmy Raymond Simon Progin (avec Nicolas Schori, FSG Ecublens)                                                           | Equipes OPEN Individuel Homme Hommes Synchrone A                                                                        |
| 2013  | Championnat suisse           | Anet (BE)        | Champion suisse Vice-champions suisses 3es                                                | Liran Gil Liran Gil (avec Yann Amsler, TC Haut-Léman) Simon Progin (avec Nicolas Schori, FSG Ecublens)                                                                        | Individuel Junior Boys Synchrone B Hommes Synchrone A                                                                   |
| 2012  | Championnat suisse           | Muttenz (BL)     | Champion suisse Champion suisse Championnes suisses Vice-champions suisses 3e             | Romain Holenweg Liran Gil Mélanie Peterhans (avec Fanny Chilo, FSG Morges) L. Gil / R. Holenweg / M. Peterhans / S. Progin Mélanie Peterhans                                  | Individuel Junior Boys U16 Dames Synchrone A Equipes OPEN FIG Individual Ladies                                         |
| 2011  | Championnat suisse           | Rüti (ZH)        | Champion suisse Championnes suisses Vice-champion suisse 3es 3es                          | Romain Holenweg Mélanie Peterhans (avec Fanny Chilo, FSG Morges) Liran Gil Romain Holenweg / Simon Progin Liran Gil (avec Dylan Fournier, Les acrobates du Léman)             | Individuel Junior Boys Dames Synchrone A U14 Hommes Synchrone A Synchrone B                                             |
| 2010  | Championnat suisse           | Zürich (ZH)      | Championne suisse Vice-champion suisse Vice-champions suisses 3es                         | Mélanie Peterhans Valentin Meylan Valentin Meylan (avec Vincent Christen, Chêne Gym GE) Mélanie Peterhans (avec Simone Scherer, TV Liestal)                                   | Individuel Junior Girls U14 Synchrone B Dames Synchrone A                                                               |
| 2009  | Championnat suisse           | Sursee (LU)      | 3e 3e 3e                                                                                  | Mélanie Peterhans Mélissa Gaudard Valentin Meylan | Individuel Junior Girls U16 U14                                                                                         |
| 2008  | Championnat suisse           | Aigle (VD)       | Vice-championne suisse 3e                                                                 | Mélissa Gaudard Vanessa Valenzano | U14 U16 |
| 2007  | Championnat suisse           | Macolin (BE)     | Champion suisse 3e                                                                        | Valentin Meylan Mélissa Gaudard | National 1 U14 |

## Manifestations
Quelques manifestations organisées par la société :
- CVAI (championnats vaudois aux agrès individuels) en 2022
- Championnats suisses de trampoline en 2019
- Championnat romand de gymnastique de société en 2015, avec 2200 participants
- "J'imagine", spectacle humoristico-médiéval pour marquer son 100e anniversaire, en collaboration avec Aigle s'éclate en 2011
- Masters agrès II en 2011 et en 2013
- Course à travers Aigle organisée depuis 2009 en association avec le FC Aigle et le Eagles Unihockey
- Fête cantonale vaudoise de gymnastique en 2006
- Championnats vaudois aux agrès en 2004
- Fête cantonale vaudoise à l'artistique 2002 au centre CMC, suivi d'un gala gymnique
- Championnat vaudois à l'artistique en 1998
- Fête cantonale vaudoise à l'artistique en 1995 avec plus de 400 participants
- Match triangulaire international Roumanie - Bulgarie - Suisse (artistique) en 1992

## Présidents de 1911 à nos jours...

### Présidents du comité central
Ci-dessous, la liste des présidents du comité central ainsi que les dates de leur mandature.
| Années      | Nom du Président |  | Années      | Nom du Président          |
| ----------- | ---------------- |  | ----------- | ------------------------- |
| 1911 - 1916 | Charles Petter   |  | 1944 - 1954 | Ernest Hutmacher          |
| 1916 - 1923 | Henri Chablaix   |  | 1954 - 1966 | Robert Hutmacher          |
| 1923        | Emile Meyer      |  | 1966 - 1968 | Gaston Gigandet           |
| 1923 - 1924 | Emile Dupuis     |  | 1968 - 1984 | Georges Byrde             |
| 1924 - 1926 | Henri Chablaix   |  | 1984 - 1992 | Charles Durgnat           |
| 1926 - 1929 | Marius Voutaz    |  | 1992 - 1996 | Charly La Mendola         |
| 1929 - 1936 | Louis Beroud     |  | 1996 - 2000 | Alfonso (Fonfon) Casarini |
| 1936 - 1938 | Ernest Hutmacher |  | 2000 - 2011 | Claude Schneider          |
| 1938 - 1940 | Louis Beroud     |  | 2011 - 2020 | Fabrice Cottier           |
| 1940 - 1944 | Henri Chablaix   |  | Depuis 2020 | Xavier Schneider          |

### Présidents honoraires
Ci-dessous, la liste des présidents honoraires avec les dates de leur mandat.
| Années      | Nom du Président honoraire |
| ----------- | -------------------------- |
| 1911 - 1926 | Vacant                     |
| 1926 - 1949 | Henri Chablaix             |
| 1949 - 1954 | Vacant                     |
| 1954 - 1985 | Ernest Hutmacher           |
| 1985 - 2015 | Georges Byrde              |
| Depuis 2015 | Claude Schneider           |